# Johann Gottfried Walther
Johann Gottfried Walther (Erfurt, 18 settembre 1684 – Weimar, 23 marzo 1748) è stato un compositore tedesco.
Procugino di Johann Sebastian Bach fu nominato organista a Weimar, dove esercitò il suo incarico per un lungo periodo. Il suo Musicalisches Lexicon (1732) è il padre di tutti i dizionari di musica, il quale unisce i dati biografici dei compositori alle spiegazioni dei termini musicali. Collaborò molto attivamente con il celebre cugino durante il periodo di Weimar e trascrisse per clavicembalo e organo numerosi concerti dei compositori italiani di quell'epoca (fra cui Vivaldi).

## Discografia
- Johann Gottfried Walther: Complete Organ Music (2015). Simone Stella (organo).  12 cd box Brilliant Classics BC 94730
  - Ad oggi questa è la prima ed unica incisione integrale delle opere per organo di Walther.